# Doc Blanchard
Felix Anthony Blanchard, detto Doc (McColl, 11 dicembre 1924 – Bulverde, 19 aprile 2009), è stato un giocatore di football americano statunitense che ha giocato nel ruolo di halfback alla United States Military Academy vincendo Heisman Trophy, il massimo riconoscimento individuale a livello universitario.

## Carriera universitaria
Durante i tre anni di Blanchard come giocatore di football a West Point, la squadra diretta dall'allenatore Earl "Red" Blaik ebbe un record da imbattura di 27–0–1, incluso un famoso pareggio per 0–0 contro Notre Dame.
L'allenatore di Notre Dame Edward McKeever ammirò talmente Blanchard che dopo una sconfitta della sua squadra contro Army per 59–0 nel 1944 esclamò: "Ho visto Superman in carne e ossa. Porta il numero 35 e ha il nome di Blanchard".
Un atleta completo, Blanchard giocò anche come placekicker e punter oltre ai suoi ruoli principali di fullback in attacco e linebacker in difesa. Con Glenn Davis formò una famosa coppia nelle squadre del 1944-45-46 (Davis vinse l'Heisman nel 1946, l'anno dopo Blanchard). I due formarono una delle più letali coppie di corridori della storia del football. Nelle sue tre stagioni a West Point, Blanchard segnò 38 touchdown, guadagnò 1.908 yard e si guadagnò il soprannome di "Mr. Inside", mentre Davis fu "Mr. Outside". Nel novembre 1945 i due condivisero la copertina di Time magazine.
Blanchard fu scelto dai Pittsburgh Steelers come terzo assoluto nel Draft NFL 1946 ma optò per proseguire la carriera militare, non giocando mai tra i professionisti.

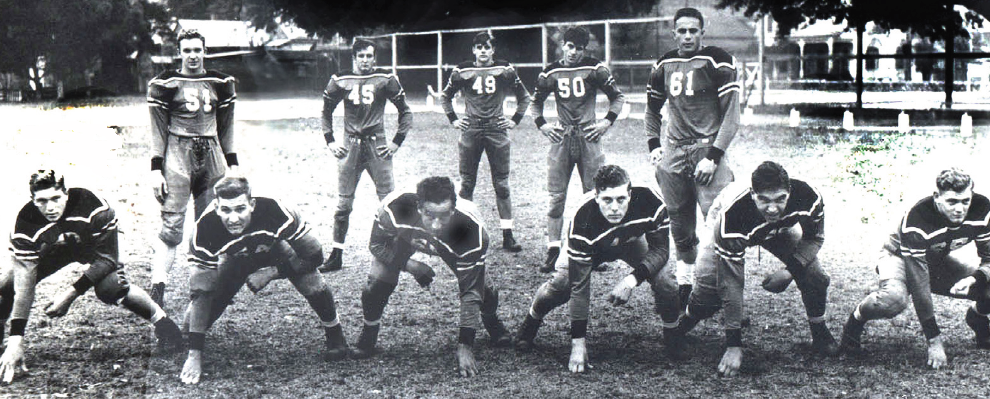
La squadra del Saint Stanislaus College del 1941. Doc Blanchard è il numero 61.

## Palmarès
- Heisman Trophy - 1945
- Maxwell Award - 1945
- College Football Hall of Fame